# Anschlussdelikt
Als Anschlussdelikte (auch Anschlusstat) werden im deutschen Strafrecht die Delikte bezeichnet, die sich an eine strafrechtswidrige Vortat anschließen. Das deutsche Strafgesetzbuch (StGB) regelt im 21. Abschnitt des Besonderen Teils vier verschiedene Anschlussdelikte: Begünstigung (§ 257 StGB), Strafvereitelung (§ 258 StGB), Hehlerei (§ 259 StGB) und Geldwäsche (§ 261 StGB). Überdies enthält der Abschnitt mehrere Qualifikationen zu diesen Delikten: Die Strafvereitelung im Amt (§ 258a StGB) und die gewerbs- und bandenmäßige Hehlerei (§§ 260, 260a StGB).
Die Zusammenfassung dieser nach heutiger Auffassung verschiedenen Delikte unter dem Begriff der Anschlussdelikte ist zuvörderst deswegen gerechtfertigt, als sie – mit Ausnahme der Geldwäsche – eine gemeinsame Geschichte verbindet. Die Entwicklung der Anschlusstaten war im deutschen Rechtskreis bis 1870 unlösbar mit der Teilnahme verbunden. Die heutige Begünstigung, Strafvereitelung und Hehlerei wurden früher als Beihilfe nach der Tat erfasst, eine Kategorie, die wegen des Kausaldogmas – nach der Tat ist eine Beförderung der Haupttat nicht mehr möglich – nach heutiger Auffassung der Berechtigung entbehrt. Sie entstammt der Rezeption des römisch-italienischen Rechts des 14. bis 16. Jahrhunderts, das die Lehre der drei Zeiten der Beihilfe kannte: vor, während und nach der Tat. Erst zu Beginn des 19. Jahrhunderts setzte sich die Auffassung durch, dass es eine Beihilfe nach der Tat nicht geben könne, und stellte stattdessen die Gunsterweisung an den Vortäter in den Fokus der Betrachtung; vorteilssichernde, strafvereitelnde und hehlerische Handlungen wurden gleichermaßen als „Begünstigung“ begriffen. Doch fiel auf, dass die Hehlerei, obwohl wegen des Beuteabsatzes oftmals dem Vortäter helfend, in der Regel um des eigenen Nutzens wegen begangen wird. Diese Erkenntnis führte im Laufe des 19. Jahrhunderts dazu, dass die Hehlerei ob des Eigennutzes aus der Begünstigung ausgeschieden und als eigenständiges Delikt begriffen wurde. Die Begünstigung, fortan nur noch als sachliche (d. h. vorteilssichernde) und als persönliche (d. h. strafvereitelnde) Begünstigung geschieden, schaffte erst mit der Schaffung des Reichsstrafgesetzbuches 1870 die Anerkennung als „delictum sui generis“ und wurde im Besonderen Teil geregelt. Die Ausdifferenzierung der Strafvereitelung aus dem so umrissenen „Mischdelikt“ der Begünstigung – mit der Folge, dass als Begünstigung heute nur noch die sachliche Begünstigung gilt – geschah sodann im 20. Jahrhundert, zunächst im Zuge der Rechtsgüterlehre begrifflich in der Rechtslehre, 1974 sodann durch die Reform der Anschlussdelikte durch das EGStGB 1974 auch im Strafgesetzbuch. Dieses Gesetz schuf den im Wesentlichen heute noch gültigen Rechtszustand in den §§ 257 ff. StGB. Im Jahre 1992 kam sodann die Geldwäsche in § 261 StGB hinzu. Der Gesetzgeber hat sie bewusst den Anschlussdelikten zugeordnet, weil auch sie an eine strafrechtswidrige Vortat anknüpft. So gesehen hat diese formale Kategorisierung auch durch den Gesetzgeber Anerkennung gefunden.
Es gibt aber auch eine materielle Rechtfertigung dieser Begriffsbildung, welche aus der Wirkung der Anschlussdelikte folgt. Weil die Anschlusstaten dem Vortäter – durch die §§ 257 ff. StGB verbotene – Hilfe zukommen lassen, reizen solche helfenden Handlungen letztlich zur Begehung solcher Vortaten, weil die mögliche „Abwicklung“ der Taten ihre Begehung lohnend macht. Dies ist der Ansatz der sog. Rechtsgeltungslehre, wonach die Begehung der Anschlusstaten die generalpräventive Funktion der Vortatstrafdrohungen untergrabe. Die Tatbestände der Anschlussdelikte finden somit ihre materielle Einheit darin, solche Hilfe nach der Tat möglichst zu unterbinden.